# Pentathlon moderno ai Giochi della XIX Olimpiade - Gara a squadre
La competizione a squadre del pentathlon moderno ai giochi della XIX Olimpiade si è svolta dal 17 al 21 ottobre 1968 in varie sedi a Città del Messico.

## Programma
| Data            | Prova       | Note                            | Sede                               |
| --------------- | ----------- | ------------------------------- | ---------------------------------- |
| 17 ottobre 1968 | Equitazione | 5000 metri cross-country        | Campo Militare 1                   |
| 18 ottobre 1968 | Scherma     | Torneo di spada a girone unico. | Sala d’arme Fernando Montes de Oca |
| 19 ottobre 1968 | Tiro        | 20 Colpi a sagome mobili.       | Poligono Vicente Suárez            |
| 20 ottobre 1968 | Nuoto       | 300 metri stile libero          | Piscina Olímpica Francisco Márquez |
| 21 ottobre 1968 | Corsa       | 4000 metri cross country        | Campo Militare 1                   |

## Risultati
La classifica finale era determinata dalla somma dei punti dei tre atleti ottenuti nella gara individuale, il punteggio della prova di scherma è stato modificato tenendo conto solo degli assalti dei partecipanti della prova a squadre.
| Pos     | Nazione          | Atleta                                                           |                     |                     |                   |                     |                   | Totale Squadra |
| ------- | ---------------- | ---------------------------------------------------------------- | ------------------- | ------------------- | ----------------- | ------------------- | ----------------- | -------------- |
| Oro     | Ungheria         | András Balczó István Móna Ferenc Török Totale                    | 1010 920 2940       | 1000 1078 1052 3130 | 934 868 912 2714  | 1054 943 880 2877   | 1024 847 793 2664 | 14325          |
| Argento | Unione Sovietica | Pavel Lednëv Borys Onyščenko Stasys Šaparnis Totale              | 1070 995 1070 3135  | 844 948 766 2558    | 934 912 802 2648  | 1060 1054 1027 3141 | 892 910 964 2766  | 14248          |
| Bronzo  | Francia          | Raoul Gueguen Lucien Guiguet Jean-Pierre Giudicelli Totale       | 1040 1035 780 2855  | 974 688 506 2168    | 912 824 890 2626  | 1000 958 973 2931   | 850 934 925 2709  | 13289          |
| 4       | Stati Uniti      | James Moore Bob Beck Tom Lough Totale                            | 1040 1010 980 3030  | 766 896 662 2324    | 912 846 2670      | 931 925 988 2844    | 937 655 820 2412  | 13280          |
| 5       | Finlandia        | Seppo Aho Martti Ketelä Jorma Hotanen Totale                     | 1100 1010 780 2890  | 922 740 896 2558    | 692 846 2384      | 940 964 895 2799    | 880 856 871 2607  | 13238          |
| 6       | Germania Est     | Karl-Heinz Kutschke Jörg Tscherner Wolfgang Lüderitz Totale      | 1070 1050 365 2485  | 610 792 2194        | 846 934 2626      | 1126 1060 907 3093  | 1090 766 913 2769 | 13167          |
| 7       | Giappone         | Yuso Makihira Katsuaki Tashiro Toshio Fukui Totale               | 1040 1100 840 2980  | 818 714 896 2428    | 802 934 692 2428  | 898 931 967 2796    | 973 676 802 2451  | 13083          |
| 8       | Gran Bretagna    | Jim Fox Barry Lillywhite Robert Phelps Totale                    | 1010 985 795 2790   | 844 792 688 2324    | 890 802 978 2670  | 1006 982 964 2952   | 895 700 562 2157  | 12893          |
| 9       | Italia           | Mario Medda Giancarlo Morresi Nicolò Deligia Totale              | 1010 790 460 2260   | 948 766 688 2402    | 758 1022 780 2560 | 949 1051 889 2889   | 937 703 850 2490  | 12601          |
| 10      | Messico          | Eduardo Olivera David Bárcena Eduardo Tovar Totale               | 1070 1010 805 2885  | 766 506 532 1804    | 868 890 648 2406  | 997 982 889 2868    | 769 952 730 2451  | 12414          |
| 11      | Bulgaria         | Antoni Panyovski Konstantin Sardzhev Ivan Apostolov Totale       | 950 1100 720 2770   | 740 662 2064        | 978 868 538 2384  | 892 757 880 2529    | 703 811 715 2229  | 11976          |
| 12      | Australia        | Peter Macken Duncan Page Donald McMiken Totale                   | 935 1035 545 2515   | 714 558 636 1908    | 802 846 1022 2670 | 910 880 835 2625    | 982 580 679 2241  | 11959          |
| 13      | Germania Ovest   | Elmar Frings Heiner Thade Hans Jürgen Todt Totale                | 1070 910 0 1980     | 818 948 714 2480    | 846 956 736 2538  | 955 877 865 2697    | 796 613 730 2139  | 11834          |
| -       | Austria          | Wolf-Dietrich Sonnleitner Siegfried Springer Wolfgang Leu Totale | 1010 1030 980 3020  | 688 870 766 2324    | 912 846 670 2428  |                     |                   | Ritirata       |
| -       | Svezia           | Björn Ferm Hans Jacobson Hans-Gunnar Liljenwall Totale           | 1100 1025 1010 3135 | 896 1000 922 2770   | 934 846 1780      |                     |                   | Squalif,       |